# Hình thức chính thể
Hình thức chính thể là cách thức và trình tự lập ra cơ quan quyền lực nhà nước tối cao của một quốc gia. Hai loại hình thức chính phủ phổ biến nhất trên thế giới hiện nay là: hình thức quân chủ và chính thể cộng hòa.
Bản thân hình thức quân chủ được chia làm hai loại:
- Tuyệt đối (quân chủ chuyên chế): mọi quyền lực Nhà nước tối cao tập trung vào vị Quân chủ. Quân chủ có quyền lực cao nhất.
- Hạn chế (quân chủ lập hiến): quyền lực Nhà nước tối cao được chia đôi (một bên là vị Quân chủ trị vì còn bên kia là một Cơ quan lập pháp do dân bầu được gọi là Quốc hội hay Nghị viện lưỡng viện hoặc độc viện). Quân chủ trong chế độ này chỉ là một biểu tượng của dân tộc. Hình thức lập hiến có nghĩa là "lập ra" "hiến pháp"; khi có hiến pháp thì tất cả mọi người, kể cả vị Quân chủ đều phải tuân theo những điều mà hiến pháp đã quy định.

Hình thức Cộng hòa cũng có hai loại:
- Cộng hòa quý tộc: cử tri bầu ra Đại cử tri, Đại cử tri bầu ra quốc hội.
- Cộng hòa dân chủ: không có mô hình chung về loại hình chính thể này.

Trên thế giới không còn nước nào theo hình thức chính thể cộng hòa quý tộc mà nó có thể kết hợp hai loại trên.
| Chú giải | |
|          | Cộng hòa Tổng thống chế.                                                                                      |
|          | Cộng hòa Bán tổng thống chế.                                                                                  |

|          | Cộng hòa Đại nghị chế với Tổng thống điều hành có quyền hành pháp phụ thuộc Cơ quan lập pháp.                 |
|          | Cộng hòa Đại nghị chế với Tổng thống không có quyền hành pháp.                                                |
|          | Quân chủ lập hiến đại nghị chế, trong đó vị Quân chủ không có quyền lực điều hành.                            |
|          | Quân chủ lập hiến hệ thống kép, trong đó vị Quân chủ trực tiếp điều hành (thường cùng với một Nghị viện yếu). |
|          | Quân chủ chuyên chế.                                                                                          |
|          | Nhà nước đơn đảng.                                                                                            |
|          | Các quốc gia trong đó các điều khoản hiến pháp cho chính phủ đã bị đình chỉ (ví dụ: chế độ độc tài quân sự).  |
|          | Các quốc gia không phù hợp với bất kỳ hệ thống nào ở trên (ví dụ: chính phủ lâm thời).                        |
|          | Không chính phủ.                                                                                              |